# 의사소통의 수학적 이론
의사소통의 수학적 이론(A Mathematical Theory of Communication)은 1948년 Bell System Technical Journal 에 게재된 수학자 Claude E. Shannon의 기사이다. 1949년 같은 이름의 책에서 The Mathematical Theory of Communication으로 이름이 바뀌었는데, 이 작품의 보편성을 깨닫고 바꾸게 됐으며 이는 중요한 제목 변경이었다. 특히 이 저서는 과학 논문으로는 드물게 수만 건의 인용이 이루어지며 정보 이론 분야를 탄생시켰다. Scientific American은 이 논문을 "정보화 시대의 대헌장"이라고 불렀다.

## 출판
이 기사는 정보 이론 분야의 첫 시발점이 된 작품이었다. 이는 나중에 1949년에 The Mathematical Theory of Communication (통신의 수학적 이론)이라는 책으로 출판되었다.ISBN 0-252-72546-8 ), 그 후 1963년에 단행본으로 출판되었으며(ISBN 0-252-72548-4 ). 이 책에는 Warren Weaver 의 추가 기사가 포함되어 있어 보다 일반적인 청중을 위해 이론의 개요를 제공한다.

## 내용물

전송된 메시지가 수신된 메시지가 되는 과정을 보여주는 샤논의 일반 통신 시스템 다이어그램(노이즈로 인해 손상되었을 수 있음)

이 연구는 채널 용량의 개념과 잡음이 있는 채널 코딩 정리를 소개한 것으로 알려져 있다.
샤논의 기사에서는 의사소통의 기본 요소를 설명했다.
- 메시지를 생성하는 정보 소스
- 채널을 통해 전송될 수 있는 신호를 생성하기 위해 메시지에 대해 작동하는 송신기
- 메시지를 구성하는 정보를 전달하는 신호가 전송되는 매체인 채널
- 신호를 전달하려는 메시지로 다시 변환하는 수신자
- 메시지가 전달되는 사람이나 기계가 될 수 있는 대상

또한 정보 엔트로피와 중복성의 개념을 개발하고 정보 단위로 비트 (샤논이 존 튜키에게 부여한 용어)라는 용어를 도입했다. 이 문서에서는 로버트 파노(Robert Fano)와 함께 개발한 기술인 샤논-파노 부호화 기술이 제안되었다.